# Shahla Sherkat
Shahla Sherkat (Isfahán, 30 de marzo de 1956) es una periodista persa, además de escritora y una de las pioneras del movimiento por los derechos de la mujer en su país.
Sherkat trabajó para una revista gubernamental llamada Zan-e Rouz —Las mujeres de hoy—, pero fue despedida por mostrarse en contra del tratamiento que se le daba a ciertas problemáticas de las mujeres. En 1991 se convirtió en la fundadora y editora de la revista Zanan —que significa mujeres— enfocada en las preocupaciones de las mujeres y cubre variados temas que abarcan desde reformas políticas hasta sexo, pasando por la violencia doméstica. Zanan fue la única publicación que tocó temáticas relativas a las mujeres después de la Revolución iraní y está considerado uno de los medios feministas más importantes del país.
La periodista tuvo que comparecer ante la justicia en diversas ocasiones, cuando el gobierno iraní consideró que los contenidos de su revista habían ido demasiado lejos. En 2001 recibió una sentencia de cuatro meses en prisión por asistir a una conferencia en Berlín en la que se analizaba el futuro político de Irán tras el éxito de los candidatos reformistas en las elecciones parlamentarias del año anterior. En 2014 fue convocada de nuevo a las cortes, acusada de «promover puntos de vista del feminismo».
La escritora nació en Isfahán (Irán). Obtuvo un título de grado en Psicología de la Universidad de Teherán y un diploma en Periodismo otorgado por el Instituto Keyhan, en la misma ciudad. En 2002 inició una maestría en Estudios de la Mujer en la Universidad Allameh Tabataba'i.

## Premios y reconocimientos
- 2005: Premio Louis Lyons, otorgado por la Fundación Nieman de Periodismo en la Universidad de Harvard.[5]
- 2005: Premio a la Valentía en el Periodismo, otorgado por la Fundación Internacional de Medios de la Mujer (IWMF).[2]
- 2007: Nombrada como una de las cinco periodistas más relevantes del año por la Asociación Iraní de Periodismo.[5]